# Thunbergia rufescens
Espèce
Statut de conservation UICN

 EN B2ab(iii) : En danger
Thunbergia rufescens Lindau est une espèce de plantes à fleurs de la famille des Acanthaceae et du genreThunbergia, présente au Nigeria et au Cameroun.

## Description
C'est un arbrisseau sarmenteux.

## Distribution
L'espèce a été observée principalement au Nigeria (État d'Ondo), également au sud-ouest du Cameroun, aux environs du lac Barombi Mbo. C'est là que le premier spécimen a été récolté par Paul Rudolph Preuss en septembre 1890.